# Ситков
Ситков, в нижнем течении протока Терехин Шарок, — река в России, протекает по территории Усть-Цилемского района Коми. Устье реки находится в 23 км от устья Путы по правому берегу. Длина реки составляет 31 км.

## Данные водного реестра
По данным государственного водного реестра России относится к Двинско-Печорскому бассейновому округу, водохозяйственный участок реки — Печора от водомерного поста Усть-Цильма и до устья, речной подбассейн реки — бассейны притоков Печоры ниже впадения Усы. Речной бассейн реки — Печора.
Код объекта в государственном водном реестре — 03050300212103000080796.